# Stephan Lundh
Stephan "Lillis" Lundh, egentligen Björn Stefan Lund, född 6 november 1959 i Vantörs församling i Stockholms stad, är en svensk ishockeytränare.
Under den egna ishockeykarriär som ishockeyspelare spelade han bara i Hammarby IF och Nacka HK, båda lagen i Division I.
Lundh har varit förbundskapten för U18-herrlandslaget. Lundh var tränare i Frölunda HC men han fick sparken den 7 november 2006 efter en dålig inledning på säsongen 2006/2007. Han var tillbaka i Frölundas bås 2010 tillsammans med Ulf Dahlén.
Lundh hjälpte under sin första säsong IK Pantern upp till Hockeyallsvenskan, säsongen 2014/2015.

## Meriter
- VM-brons med Tre Kronor 1999
- SM-guld med Frölunda HC 2005
- SM-silver med Frölunda HC 2006
- Årets coach: 2004/2005
- SM-guld med HV71 2017

## Klubbar/lag

### Ishockeyspelare
- Hammarby Hockey (1978–1981)
- Nacka HK (1981–1989)

### Tränare
- Djurgårdens IF Hockey (1996–1997)
- Tre Kronor (1998–2000)
- Malmö Redhawks (1998–2004)
- Frölunda HC (2004–2006, 2010)
- Dunaújvárosi Acélbikák (2011–2014)
- IK Pantern (2014–2016)
- HV71, assisterande (2016–2018, 2020–2021)
- HV71, huvudtränare (2018–2020, 2021[2])